# Council (Idaho)
Council es una ciudad ubicada en el condado de Adams en el estado estadounidense de Idaho. En el año 2010 tenía una población de 839 habitantes y una densidad poblacional de 441,58 personas por km².

## Geografía
Council se encuentra ubicado en las coordenadas 44°43′48″N 116°26′10″O / 44.73000, -116.43611. Según la Oficina del Censo, la localidad tiene un área total de 1,9 km² (0,7 mi²), de la cual 1,9 km² (0,7 mi²) es tierra y 0 km² (0 mi²) (0.0%) es agua.

## Demografía
En el 2000 la renta per cápita promedia del hogar era de $24,375, y el ingreso promedio para una familia era de $30,000. En 2000 los hombres tenían un ingreso per cápita de $26,667 contra $11,691 para las mujeres. El ingreso per cápita para la localidad era de $15,170. Alrededor del 15.2% de la población estaba bajo el umbral de pobreza nacional.